# Every Girl's Dream (film 1917)
Every Girl's Dream è un film muto del 1917 diretto da Harry Millarde.

## Trama
In Olanda, nel paesino di Olenberg, Gretchen, una trovatella, viene allevata dalla bisbetica Frau Van Lorn. L'unico raggio di sole nella vita della ragazza è il suo amore per Carl, un altro trovatello come lei. Quando però cresce, Gretchen diventa oggetto delle brame del vecchio Mynheer Van Haas che la chiede in moglie in cambio dell'estinzione del mutuo della signora Van Lorn. Accusata falsamente di furto, Gretchen viene incarcerata, lasciando il suo Carl straziato. Il giovane, però, scopre di essere l'erede al trono che era stato rapito da bambino. Diventato re, salva Gretchen, facendone la sua regina.

## Produzione
Il film fu prodotto dalla Fox Film Corporation. Nella sceneggiatura che accompagnava la descrizione del copyright del film, il titolo era A Romance of Olenberg.

## Distribuzione
Distribuito dalla Fox Film Corporation, il film uscì nelle sale cinematografiche USA il 27 agosto 1917.